# آنتونیو ساستره
آنتونیو ساستره (انگلیسی: Antonio Sastre؛ زاده ۲۷ آوریل ۱۹۱۱ درگذشته ۱۹۸۷) بازیکن فوتبال اهل آرژانتین بود.
او شاید تنها بازیکن تاریخ فوتبال به حساب می‌رود که در طول دوران حرفه ای اش در تمامی پستهای زمین از دروازه گرفته تا دفاع مرکزی، کناری، هافبک دفاعی، بازی ساز، هجومی و مهاجم نوک بازی کرده است وی به نوعی دی استفانو گمنام فوتبال آرژانتین محسوب می‌شود.